# Arcoverde (ort)
Arcoverde är en ort i Brasilien.   Den ligger i kommunen Arcoverde och delstaten Pernambuco, i den östra delen av landet, 1 400 kilometer nordost om huvudstaden Brasília. Arcoverde ligger 670 meter över havet och antalet invånare är 57 163.
Terrängen runt Arcoverde är kuperad åt sydost, men åt nordväst är den platt. Arcoverde är det största samhället i trakten.
Omgivningarna runt Arcoverde är huvudsakligen savann. Runt Arcoverde är det ganska tätbefolkat, med 172 invånare per kvadratkilometer.